# Höstguld
Höstguld är ett album med Lill-Nickes från 1985. Medverkande på inspelningen, Anders Jönsson:sång, klaviatur och gitarr, Dan Larsson:bas, dragspel och sång, Bengt Svensson:trummor, Sven-Inge Andersson, steelguitar, el- och akustisk gitarr, Michael Sandberg:gitarr, fiol och sång.

## Låtlista
Sida A
1. Så många människor (Fur Alle) (H.Haller-Monica Forsberg)
2. Guld och gröna skogar (V.Sandbäck-Åke Gerhard)
3. Här låg rosornas gård (Hans-Åke Gäfvert-Sigvard Wallbeck-Hallgren)
4. Näckens dotter (Jonny Blomkvist Lasse Berghagen)
5. Höstguld (Frykman-Åke Söderblom-Paddock)
6. Borta bra men hemma bäst (M.Haggard-Tord Sjöman)
7. Där vi lekte som barn (B.Sherriff-G.Suttan Stig Andersson)

Sida B
1. Linneá (Evert Taube)
2. Emma (Maj-Britt Stridsberg)
3. En vän du kan väcka mitt i natten (Hasse Carlsson)
4. Ditt stängda hjärtas port (Hank Williams-Gösta Rybrant)
5. Danny boy (trad.)
6. Pendlaren Putte (Benny Borg)
7. Hur ska det sluta (D.Gibson-E.Nilsson-K.A.Svensson)